# Stigmatophora acerba
Stigmatophora acerba är en fjärilsart som beskrevs av John Henry Leech 1899. Stigmatophora acerba ingår i släktet Stigmatophora och familjen björnspinnare. Inga underarter finns listade i Catalogue of Life.